# Hidroxiapatita
La hidroxiapatita, también llamada hidroxiapatito o hidroxilapatito, y hasta hace algunos años también apatito-(CaOH), es un mineral y un material biológico formado por fosfato de calcio cristalino, de fórmula ideal Ca5(PO4)3(OH) .

## La hidroxiapatita como mineral
La hidroxiapatita forma parte del grupo de la apatita, junto con la fluorapatita y la clorapatita. También forman parte de este grupo otros minerales estructuralmente semejantes, pero que contienen otro anión en lugar del fosfato u otro catión en lugar del calcio. El nombre de hidroxiapatito procede del apatito, señalando la presencia de iones OH- como el otro anión mayoritario acompañando al fosfato. Este anión puede estar substituido en parte por iones fluoruro, cloruro y carbonato. La substitución por iones carbonato da lugar a un mineral que se conoce como carbonato-hidroxiapatito, colofana o dahllita, y que actualmente no se considera una especie mineral independiente, dado que el contenido de ion carbonato es pequeño y el ion hidroxilo es siempre predominante. El término dahllita se ha utilizado también en la literatura mineralógica antigua para designar al apatito fibroso, sea cual sea su composición.

## Propiedades físicas y químicas
El hidroxiapatito es bastante más raro que el fluorapatito, especialmente en forma de cristales. Los cristales tienen morfología de prismas hexagonales, generalmente cortos o tabulares, frecuentemente con gran desarrollo de las caras de pirámide. Los cristales pueden ser incoloros, blancos o de distintos tonos de verde. Suele aparecer como masas colomorfas poco compactas, de colores claros, a veces teñidas de rojo o marrón por óxidos de hierro o arcillas. También se encuentra como masas radiadas. Son muy frecuentes las substituciones del hidroxilo por carbonato y fluoruro.

## Yacimientos
En forma de cristales definidos y de tamaño macroscópico, el hidroxiapatito es muy raro, encontrándose en pegmatitas y en yacimientos hidrotermales. La localidad más importante desde el punto de vista mineralógico es la mina Sapo, en Ferruginha, Conselheiro Pena, Minas Gerais (Brasil) donde abundan los cristales dipiramidales planos, de color verde intenso, sobre microclina. Cristales de tamaño grande, muy bien formados, pero blancos y opacos, se han  encontrado en Oksøyekollen, Snarum (Noruega). También aparecen cristales de hidroxiapatito rico en iones carbonato, de color blanco o amarillento y de un tamaño de hasta 4 cm, asociados a cristales de magnetita, en Cerro Huañaquino, departamento de Potosí (Bolivia).
La hidroxiapatita ha sido importante como abono, ya que es uno de los componentes del guano. También se utiliizaron como abono en el siglo XIX los huesos de los vertederos antiguos, incluyendo los de ciudades romanas de la zona de Castilla y León, en España, que se explotaron industrialmente para su venta a Francia e Inglaterra con el nombre de huesos de mina.

## La hidroxiapatita como material biológico
La hidroxiapatita representa un depósito del 99 % del calcio corporal y 80 % del fósforo total. El hueso desmineralizado es conocido como osteoide. Constituye alrededor del 60-70 % del peso seco del tejido óseo, haciéndolo muy resistente a la compresión. El esmalte que cubre los dientes contiene el mineral hidroxiapatita, con las particularidades químicas de contener iones carbonato y menos iones calcio de los que correspondería a la composición ideal. Ese mineral, muy poco soluble, se disuelve en ácidos, porque tanto el PO43- como el OH- reaccionan con H+: Ca5(PO4)3(OH) + 6H+ ⇌ 5Ca2+ + 3H2PO4- + OH- Las bacterias que causan el deterioro se unen a los dientes y producen ácido láctico a través del metabolismo del azúcar. El ácido láctico disminuye el pH en la superficie de los dientes a menos de 5. Cuando el pH es inferior a 5.5, la hidroxiapatita comienza a disolverse y ocurre el deterioro de los dientes. El ion fluoruro inhibe el deterioro de los dientes, formando Ca10(PO4)6F2, que es menos soluble y más resistente a los ácidos que la hidroxiapatita.
Se utiliza en biología, en técnicas de electroforesis, para diferenciar ADN de ARN y hélices de doble hebra (ds-DNA), de sencillas (ss-DNA). Dado que la hidroxiapatita retiene exclusivamente ADN bicatenario. También retiene hélices híbridas de ADN-ARN.

## Usos de la hidroxiapatita

### En odontología
El esmalte dental es una cubierta formada por hidroxiapatita que recubre las piezas dentales, el organismo humano no tiene la capacidad de regenerar esta estructura cuando sufre algún daño. Las soluciones disponibles actualmente para reparar el esmalte dental dejan mucho que desear por tratarse de sustancias artificiales poco resistentes y con frecuencia tóxicas.
Entre estos productos encontramos por ejemplo los composites o las amalgamas de plata. En respuesta a este problema se han llevado a cabo y se siguen realizando experimentos para lograr crear un esmalte dental artificial que sea químicamente idéntico al esmalte natural, con todos los beneficios que esto supondría.
En concreto en Japón, el científico Shigeki Hotsu y su equipo lograron crear un parche dental basado en hidroxiapatita. No hay duda de que el día que se logre aplicar este sistema de modo comercial supondrá un gran paso y permitirá realizar una reparación saludable y natural del esmalte dañado.

### En prótesis
Este material, al estar formado por fosfato de calcio cristalino, forma parte de las biocerámicas, un tipo de material biocompatible, por lo cual proporciona una posible alternativa para la creación de prótesis formadas a partir de huesos ovinos procesados. Está solución será más barata que las prótesis de titanio, además de que en combinación con materiales metálicos proporcionan una solución para los implantes de ortopedia, como por ejemplo los tapones de cráneo.
La biocompatibilidad de la hidroxiapatita sintética ha sido sugerida no solo por su composición sino por los resultados obtenidos en su implantación in vivo, los cuales han demostrado ausencia de toxicidad local o sistémica, no provocando inflamación o respuesta a cuerpo extraño.
La hidroxiapatita sintética se puede preparar en las siguientes formas:
- vía húmeda
- vía seca (reacción en estado sólido)
- hidrólisis
- proceso hidrotérmico
- proceso sol-gel
- síntesis sonoquímica

### En oftalmología
La hidroxiapatita se utiliza en oftalmología como material en implantes orbitarios. En aquellos casos donde una persona sufre la pérdida total o parcial del globo ocular, en su lugar se puede colocar un implante ocular. La función de colocar estos implantes es la de rellenar el espacio dejado por la extracción del globo ocular y permitir un mejor movimiento de la prótesis ocular que se coloca posteriormente. Este material ha permitido el desarrollo de implantes integrados de manera verdaderamente biológica, siendo su principal característica la porosidad, que permite el crecimiento de tejidos por dentro del implante. En 1989, tras cinco años de pruebas en animales, la Administración de Alimentos y Medicamentos estadounidense aprueba la hidroxiapatita como material para uso en implantes orbitarios, fue presentada por la compañía Integrated Orbital Implants (IOI), con el apoyo científico del doctor Arthur Perry.[cita requerida]

### Medicina estética
La hidroxiapatita se utiliza para el relleno máximo llamado neocolagénesis o producción de nuevo colágeno; se produce en el momento de la aplicación por acción de la carbometilcelulosa y posteriormente el organismo responde reaccionando a las partículas de calcio, rodeándolas de colágeno.